# Feliksas Bajoras
Feliksas Romualdas Bajoras (ur. 7 października 1934 w Olicie) – litewski kompozytor i skrzypek.

## Życiorys
Początkowo uczył się muzyki w Kownie u Vincasa Bacevičiusa, ojca Grażyny Bacewicz. Ukończył konserwatorium wileńskie, uzyskując dyplom z gry na skrzypcach u Aleksandrasa Livontasa (1957) i z kompozycji u Juliusa Juzeliūnasa (1963). W Wilnie pracował jako skrzypek w orkiestrze filharmonii (1957−1958) oraz w orkiestrze radia i telewizji (1958−1963). Od 1965 do 1984 roku kierownik muzyczny wileńskiego Teatru Młodzieży (Jaunimo teatras). W latach 1984−1988 przebywał w USA. W latach 1990−1993 kierownik muzyczny Litewskiego Narodowego Teatru Dramatycznego. Od 1992 roku wykładowca Akademii Muzycznej w Wilnie.
Laureat wielu nagród, m.in. Nagrody Państwowej Litewskiej SRR (1981), nagrody im. Balysa Dvarionasa (1989) i nagrody im. Jonasa Švedasa (1990). W 2007 roku otrzymał Krzyż Oficerski Orderu Wielkiego Księcia Giedymina. Jest przedstawicielem nurtu nowego folkloryzmu we współczesnej muzyce litewskiej, w swoich utworach wokalnych wykorzystuje właściwości fonetyki języka litewskiego.

## Ważniejsze kompozycje
(na podstawie materiałów źródłowych)

### Utwory orkiestrowe
- I symfonia (1964, 2. wersja 1970)
- II symfonia „Stalaktitai” na orkiestrę smyczkową (1970)
- III symfonia (1972, 2. wersja 1972, 3. wersja 1978)
- poemat symfoniczny Legendy (1962, 2. wersja 1965, 3. wersja 1969)
- Rondo (1976, 2. wersja 1977)
- Dyptyk (1984, 2. wersja 1993)
- Exodus I (1995)
- Exodus II (1996)

### Utwory na orkiestrę smyczkową
- Veiksmažodžių siuita („Suita czasowników”) (1966)
- Intermezzo (1966)
- Preludium i toccata (1967)
- Ballada (1968)
- Postludium (1970)

### Utwory na skrzypce i fortepian
- Sonatina (1960)
- 15 utworów (1973)
- sonata Prabėgę metai (1979)
- Laukimas − Muzyka dla Sandomierza (1989, wyk. Sandomierz 1989)

### Pieśni
- 2 pieśni religijne Paslaptis na chór mieszany a cappella do słów Jonasa Gutauskasa (1984)
- Dyptyk do słów Sigitasa Gedy (1968)
- Sakmių siuita do słów ludowych (1969)
- Žvangučiai do słów Ramutė Skučaitė (1977)
- Karnavalas do słów Martynasa Vainilaitisa (1977)
- Saulutė nusileido do słów ludowych (1986)

### Utwory wokalno-instrumentalne
- poemat Amžinoji ugnis na sopran i skrzypce do słów Ramutė Skučaitė (1977)
- 5 pieśni ludowych Vestuvinės dainos na głos i instrumenty ludowe (1977)
- Tryptyk na głos, flet, skrzypce, wiolonczelę i fortepian do słów Marcelijusa Martinaitisa (1981, 2. wersja na głos i fortepian 1982)
- cykl pieśni ludowych Dzūkų dainos na głos, flet, obój, wiolonczelę i fortepian lub klawesyn:
  - Darbo dainos (1983)
  - Meilės dainos (1984, 2. wersja 1996)
  - Kalendorinės dainos (1981)
- Missa in musica na głos, puzon, kontrabas i orkiestrę (1993, 2. wersja 1996)
- Trzy sonety na głos i organy do słów Rity Dambrauskaitė (1993, 2. wersja 1994, 3. wersja 1995)
- Žodžiai ir magija na głos i puzon do tekstu Dainiusa (1995)
- Karo dainos na głos i orkiestrę smyczkową do słów ludowych (1978)
- Ženklas na sopran, perkusję i orkiestrę smyczkową do słów Mindaugasa Tomonisa (1996)
- Rytas na chór mieszany i instrumenty ludowe do słów ludowych (1979)
- Pieśni mszalne na chór mieszany i organy (1988)
- oratorium Varpo kėlimas („Zawieszenie dzwonu”) na sopran, mezzosopran, tenora, bas, chór mieszany i orkiestrę do słów Jonasa Strielkūnasa (1980)
- opera Dievo Avinėlis („Baranek Boży”) do libretta Rimantasa Šavelisa z poezjami Marcelijusa Martinaitisa i Sigitasa Gedy (1982)
- Msza dziecięca na chór dziecięcy i organy (1991)

### Utwory na instrument solowy
- Wariacje nr 2 na fortepian (1970)
- Wariacje nr 3 na fortepian (1975)
- 14 utworów na fortepian (1975)
- Elegia na obój (1974)
- Alias na akordeon (1980)

### Inne kompozycje
- suita Muzyka dla siedmiu na instrumenty klasyczne i ludowe (1975)
- Wariacje na kontrabas i kwartet smyczkowy (1968)
- Cztery szkice na kwartet smyczkowy (1968)
- Kwartet wileński − dyptyk (1975)
- Trio na obój, skrzypce i organy (1961)
- Pulvis Fiat na kontrabas i perkusję (1997)